# Качкарівка (Бериславський район)
Качкарі́вка — село в Україні, у Милівській сільській громаді Бериславського району Херсонської області. До 2020 центр Качкарівської сільської ради. 

## Населення

### Мова
Розподіл населення за рідною мовою за даними перепису 2001 року:
| Мова            | Кількість | Відсоток |
| --------------- | --------- | -------- |
| українська      | 1904      | 95.01%   |
| російська       | 89        | 4.44%    |
| білоруська      | 4         | 0.20%    |
| румунська       | 4         | 0.20%    |
| вірменська      | 1         | 0.05%    |
| інші/не вказали | 2         | 0.10%    |
| Усього          | 2004      | 100%     |

## Історія
Станом на 1886 рік в селі, центрі Качкарівської волості, мешкало 1485 осіб, налічувалось 262 двори, церква православна, єврейський молитовний будинок, школа, 5 лавок, відбувалось 4 ярмарки на рік та базари щонеділі.
Село постраждало від Голодомору, проведеного радянським урядом у 1932—1933 роках. Згідно з мартирологом Національної книги пам'яті України, складеного на основі даних Книги актів реєстрації цивільного стану, загинуло 68 осіб. Їхні імена ідентифіковано.
У 1932—1933 роках органи ДПУ проводили репресії щодо громадян, які намагалися розповідати правду про Голодомор. Зважаючи на опір місцевого населення, владою було організовано збройну охорону заготівельних пунктів продуктів.
12 червня 2020 року, відповідно до Розпорядження Кабінету Міністрів України від № 726-р «Про визначення адміністративних центрів та затвердження територій територіальних громад Херсонської області», увійшло до складу  Милівської сільської громади.
19 липня 2020 року, в результаті адміністративно-територіальної реформи та ліквідації   Бериславського району (1923—2020), увійшло до складу новоутвореного Бериславського району.

### Російське вторгнення в Україну (з 2022)
У березні 2022 року село було окуповане російськими військами.
30 серпня 2022 року, в перші дні контрнаступу в Херсонській області, Збройні сили України уразили базування російських військових у селі.
10 листопада 2022 року село визволене з-під російської окупації Збройними силами України.
Після звільнення село перебуває під постійним вогнем російської армії.
22 травня 2023 року російські війська обстріляли житлові квартали села, 1 людину поранено.